# Ngaoundal
Ngaoundal è un comune del Camerun, che fa parte del dipartimento di Djérem nella regione di Adamaoua.